# Ваприо-д’Агонья
Ваприо-д’Агонья (итал. Vaprio d'Agogna) — коммуна в Италии, располагается в регионе Пьемонт, в провинции Новара.
Население составляет 1034 человека (2008 г.), плотность населения составляет 103 чел./км². Занимает площадь 10 км². Почтовый индекс — 28010. Телефонный код — 0321.
Покровителем коммуны почитается святой Лаврентий, празднование 10 августа.

## Демография
Динамика населения:

## Администрация коммуны
- Официальный сайт: